# NGC 4103
NGC 4103 ist ein Offener Sternhaufen vom Trumpler-Typ I3m im Sternbild Kreuz des Südens. Er hat einen Durchmesser von 6′ und eine scheinbare Helligkeit von 7,4 mag.
Entdeckt wurde das Objekt am 30. April 1826 durch James Dunlop.